# Laylat al-Qadr

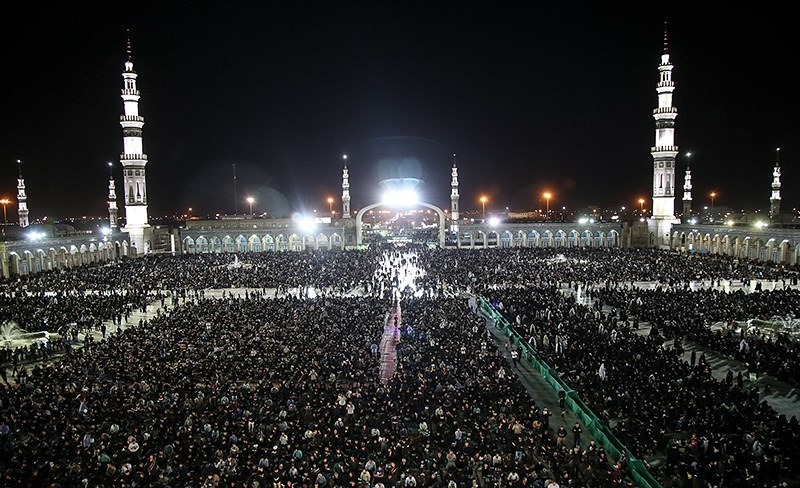
Credincioși adunați la moschee într-o noapte din luna Ramadan.

Laylat al-Qadr (în arabă: لیلة القدر; persană: Shab-e-Qadr; turcă: Kadir Gecesi; în traducere „Noaptea Destinului”) este o noapte binecuvântată în religia islamică și semnifică noaptea în care Allah a început revelarea Coranului cel Sfânt, profetului Muhammad, prin intermediul arhanghelului Gabriel. Aceasta noapte importantă din luna Ramadan este cunoscută ca Noaptea hotărârii divine, Noaptea Destinului, Noaptea Gloriei. În această noapte a început misiunea lui Muhammed omul ca Muhammed Profetul lui Allah, cel care a fost însărcinat cu transmiterea mesajului nu doar oamenilor lui, ci întregii omeniri. Revelația care a început în anul 610, în noaptea Destinului a luat sfârșit după 23 de ani. 

## Etimologia
„Layl” înseamnă noapte, iar „Qadr”, provine de la rădăcina „Qadara” și înseamnă a fi capabil, a avea putere asupra unui lucru, a măsura sau determina capacitatea sau cantitatea unui lucru.
Cuvântul qadr se trage din aceeași rădăcină ca și Qadir (cel Puternic), care este unul dintre  atributele lui Allah. 
Laylat-ul Qadr este adesea tradusă ca Noaptea Puterii sau Noaptea Destinului și este, de asemenea, descrisă ca Noaptea Gloriei sau Măreției sau o Noapte Onorabilă. 
Despre Laylat al-Qadr  se menționează în sura 97 din Coranul cel Sfânt. Surat al-Qadr este o sură mekkană, compusă din 5 versete, care vorbește despre începutul revelației coranice.  Qadr înseamnă măreție și glorie. Sura vorbește despre meritele nopții al-Qadr față de celelalte zile și luni, dat fiind lumina, strălucirea și adierile ei divine pe care Creatorul le revarsă peste robii Săi dreptcredincioși,  în semn de cinstire a trimiterii Coranului cel limpede.

## Laylat al-Qadr în Coranul cel Sfânt
Laylat al-Qadr  este o noapte sfântă și binecuvântată pentru musulmani. Ea este descrisă astfel în Coran: 
În numele lui Allah Cel Milostiv, Îndurător 
1. Noi am pogorât [Coranul] în Noaptea Al-Qadr. 
2. Dar de unde să știi ce este Noaptea Al-Qadr?! 
3. Noaptea Al-Qadr este mai bună decât o mie de luni!
4. În timpul ei se coboară Îngerii și Duhul (arhangelul Gavril), după voia Domnului lor, pentru orice poruncă! 
5. Ea este pace, până la ivirea zorilor! (Coran: 97: 1-5) [1]

## Data Laylat al-Qadr
Nu se știe cu exactitatea noaptea al-Qadr, dar teologii musulmani afirmă că probabilitatea de a fi în cea de-a 27-a noapte a lunii Ramadan este ridicată. De asemenea, sunt diferite hadith-uri cu privire la această noapte. 
A'ișa a relatat că Trimisul lui Allah  avea obiceiul să se închidă singur în ultimele zece nopți de Ramadan. El a zis: Căutați după Noaptea Judecăților între ultimele zece nopți de Ramadan.  (Convenit) [2]     (Hadith-ul nr.1196 din Riyad as-Salihin.)
'A'ișa a relatat cã Trimisul lui a zis: Căutați după Noaptea Binecuvântată (Noaptea Judecăților) în nopțile fără soț din ultimele zece zile de Ramadan.
(Bukhari)  (Hadith-ul nr.1197 din Riyad as-Salihin).

## Prima revelație
Conform credinței islamice prima revelație, trimisă de către Allah, profetului Muhammad, prin intermediul arhanghelului Gabriel, a avut loc în noapte al-Qadr,  în peștera Hira din muntele Noor.  Înainte de începerea primelor revelații, profetului Muhammad începuse să-i placă singurătatea, căutând locuri retrase unde putea contempla și medita. Pentru a se izola de restul lumii Profetul și-a dorit un loc în care să se simtă bine și din care putea vedea Kaaba. Locul ideal a fost o peșteră pe care a găsit-o în munți, la cinci kilometri de Mekka. Peștera Hira a fost martorul comunicării dintre cer și pământ, o comunicare ce a durat 23 de ani. Într-o noapte, când profetul era cufundat în meditație a auzit o voce care îl striga pe nume. Și-a ridicat capul, s-a uitat în jurul său dar nu a văzut nimic altceva decât pietre. În acest timp, peștera a fost cuprinsă de lumină, iar profetul a leșinat de teamă. Când și-a revenit l-a văzut în fața sa pe Gabriel, îngerul mesager.  A’ișa a relatat că  îngerul a venit la Muhammad și i-a cerut să citească. Profetul a spus: „Nu știu să citesc”. Apoi Muhammad a adăugat: „Îngerul m-a strâns puternic și mi-a repetat: Citește”. Și acest lucru s-a întâmplat de trei ori după care mi-a spus: : «Citește în numele Domnului tău care a creat!/ Care l-a creat pe om din sânge închegat! / Citește! Domnul tău este cel mai nobil, / Este Cel care l-a învățat pe om cu calemul, / L-a învățat pe om ceea ce el nu a știut!» (Sura Al-‘Alaq: 1-5). Profetul Muhammad a recitat, după Gavril, aceleași versete. După aceasta, Muhammed a fugit speriat de pe munte, tremurând. Pe drum, a auzit o voce, din neant care i-a spus:  „Ei, Muhammad! Tu ești trimisul lui Allah iar eu sunt Gabriel”. Când și-a ridicat capul l-a văzut pe acesta. 
A sosit acasă obosit și transpirat și i-a spus soției: „Acoperă-mă, acoperă-mă!”. Îi era teamă și frig. Aceasta dovedește că încă nu știa faptul că era profet sau că acea entitate cu care se întâlnise în peșteră era îngerul Gabriel. Nu știa nici dacă ceea ce i se întâmpla era ceva bun sau rău. Era speriat, pentru că Gabriel  venise în chip de înger și nu în formă umană. Când soția sa l-a întrebat ce i s-a întâmplat, el i-a spus: „Mi-e frică pentru mine însumi” și a început să-i povestească ce i se întâmplase. Era cea mai stranie poveste din viața sa. Pentru a-l liniști, Khadija i-a spus: „Nu, jur pe Allah că El niciodată nu s-ar mânia pe tine! Tu îți ajuți rudele, îi iei apărarea celui slab, îl ajuți pe sărac și pe cel aflat în nevoie, tu întâmpini oaspeții și înduri multe greutăți pe calea adevărului”.
Pentru a-l liniști, Khadija și-a dus soțul  la vărul său, Waraqa ibn Nawfel, un bătrân de aproape 90 de ani, care cunoștea Tora și Biblia foarte bine. El nu era interesat de idolii tribului Qurayș. Credea în adevărata religie transmisă de Iisus. Muhammed i-a povestit despre întâlnirea cu strania creatură și ceea ce i-a spus aceasta. El vorbea, iar Waraqa îl asculta, uneori uimit, alteori zâmbind. El asculta ceea ce citise în cărțile sfinte despre sosirea ultimului profet. Când Profetul a terminat ce avea de spus, Waraqa i-a răspuns: „Tu ești Profetul de la sfârșitul veacurilor și Profetul tuturor popoarelor. Tu ai fost vizitat de cel care păstrează secretele (îngerul Gabriel) și pe care Allah Preaînaltul i l-a trimis lui Moise – Musa. Mi-aș dori să fi fost mai tânăr și să fi trăit în vremea aceea când poporul tău se va lepăda de tine. Poporul tău te va minți, te va răni, va lupta împotriva ta și te va părăsi. Mi-aș fi dorit să fi fost mai tânăr ca să trăiesc în vremea aceea când ei te vor alunga”. Muhammed a întrebat: „Mă vor alunga?”.Waraqa a spus: „Da. Orice om care vine cu o astfel de veste va fi tratat cu ostilitate și, dacă aș mai trăi până în ziua aceea, te-aș ajuta cu toată puterea mea” [4]     

## Binefacerii laylat-al Qadr
1.	Noaptea Al-Qadr este mai buna decât 1000 de luni .Musulmanii sunt încurajați să petreacă această noapte în adorare,  în rugăciune și căință.  Allah iartă păcatele anterioare celui care stă treaz și se roagă pe parcursul acestei nopți cu speranța că păcatele lui vor fi iertate . Într-un hadith relataAbu Hurayra, Profetul a zis: „Celui ce se roagă în Noaptea Puterii, cu credință și speranța răsplății, i se vor ierta păcatele trecute”. (Convenit). (Hadith-ul nr.1194 din Riyad as-Salihin).
O mie de luni este echivalentul la 80 de ani, ceea ce înseamnă cam o viață de om. Cu alte cuvinte, Allah consideră că un musulman a postit 80 de ani, s-a căit 80 de ani, s-a rugat 80 de ani, ceea ce depășește cu mult vârsta medie de viață a oamenilor din zilele noastre.
2.	Îngerii coboară în această noapte până la oamenii care-l slăvesc pe Allah, care se străduiesc cu sinceritate în adorare, sperând să primească mila Sa. Calitatea principală este că ea este o pace deplină până la ivirea zorilor, este limpede și liniștită, fără frig și fără căldură care să deranjeze.
3.	A’ișa  l-a întrebat pe Profetul Muhammad: „Dacă aș ști care noapte este cea binecuvantată (laylatul-Qadr) ce ar trebui să spun?” Profetul i-a raspuns: “O, A’ise spune : Allahuma innaka affuuuan tuhibul afwa fa ‘fu anna (O, Allah tu ești cel care iartă și iubești să ierți deci iartă-mă).